# Dalmo Claro
Dalmo Claro de Oliveira (Joinville, 7 de julho de 1955) é um médico e político brasileiro filiado ao Partido Democrático Trabalhista (PDT).
Filho de Omar Claro de Oliveira e Diahyr Moura de Oliveira. Foi candidato a deputado estadual para a Assembleia Legislativa de Santa Catarina nas eleições de 2014, obtendo a 4ª suplência, assumindo o mandato em 10 de fevereiro de 2015.

## Investigação
Em 19 de Janeiro de 2021, foi um dos alvos dos mandados de busca e apreensão cumpridos pela Polícia Federal. A operação é especializada no combate às práticas de crimes de corrupção, fraude em procedimentos licitatórios e lavagem de dinheiro.

## Candidatura a vice governador
Foi candidato a vice governador por SC nas eleições 2022, mas desistiu no começo da campanha.